# Księgi (album)
Księgi – płyta długogrająca Olgi Bończyk i zespołu Operacja Logos nawiązująca do modnej w latach 70. i 80. konwencji tzw. „concept album”, według której powstawały kultowe płyty rocka progresywnego. Muzyka (Piotr Bańka) i teksty (Jacek Dudzic) tworzone były z myślą o projekcji wielokanałowej. Płyta Księgi ukazała się na rynku 25 października 2002 roku w podwójnym standardzie dźwiękowym: stereo i DTS. Jest to pierwsza płyta w historii polskiego przemysłu fonograficznego wydana w formacie DTS Digital Surround.

## Lista utworów
1. Odkrycie
2. Księga natchnień (3:44)
3. Proroctwo
4. Księga zmian (4:01)
5. Komnata ciemności
6. Księga nadziei (4:53)
7. Księga prawd (4:17)
8. Komnata światła
9. Paradygmat (2:33)